# Stor-Grundsjön (Dorotea socken, Lappland)
Stor-Grundsjön är en sjö i Dorotea kommun i Lappland och ingår i Ångermanälvens huvudavrinningsområde. Sjön har en area på 0,197 kvadratkilometer och ligger 372,8 meter över havet. Sjön avvattnas av vattendraget Harrsjöbäcken.

## Delavrinningsområde
Stor-Grundsjön ingår i det delavrinningsområde (715864-149277) som SMHI kallar för Ovan 716035-149209. Medelhöjden är 391 meter över havet och ytan är 11 kvadratkilometer. Det finns inga avrinningsområden uppströms utan avrinningsområdet är högsta punkten. Harrsjöbäcken som avvattnar avrinningsområdet har biflödesordning 3, vilket innebär att vattnet flödar genom totalt 3 vattendrag innan det når havet efter 261 kilometer. Avrinningsområdet består mestadels av skog (71 procent) och sankmarker (25 procent). Avrinningsområdet har 0,39 kvadratkilometer vattenytor vilket ger det en sjöprocent på 3,5 procent.